# Научен комунизъм
Научният комунизъм е основна дисциплина на съветската философска марксическа школа. Редом с политическата икономия и марксистко-ленинската философия е смятан за един от трите основни стълба (части) на теорията на марксизма-ленинизма.
Терминът научен комунизъм се появява през 1940-те години. Съветската идеология и научна школа разглеждат научния комунизъм като наука, която обосновано доказва неизбежността на краха на капитализма и на победата на комунистическата обществена формация, т.е. обективния характер на историческото движение към комунизъм.
В началото на 1960-те години във висшите учебни заведения в СССР е въведена нова академична дисциплина „научен комунизъм“, а в края на 1980-те години под влияние на Перестройката предметът е преименуван на „политически науки“.
В Съветския съюз и в другите социалистически страни във висшите училища са преподавани като задължителни академични дисциплини следните идеологически учебни предмети (всеки поне по 2 семестъра):
- история на комунистическата партия (история на КПСС, история на БКП и т.н.);
- марксистко-ленинска философия – в 2 раздела: диалектически материализъм и исторически материализъм);
- политическа икономия – в 2 раздела: на капитализма (в общи линии възпроизвежда съдържанието на „Капиталът“ на Карл Маркс) и на социализма;
- научен комунизъм.

През 1970-те години предмет „научен комунизъм“ се изучава в последния гимназиален клас, като той съдържа в съкратен вид набора идеологически дисциплини от университетския цикъл.